# Consolea macracantha
Consolea macracantha là một loài thực vật có hoa trong họ Cactaceae. Loài này được (Griseb.) A.Berger mô tả khoa học đầu tiên năm 1926.